# Lee Sievan
Lee Sievan (1907–1990) foi uma fotógrafa americana. Inicialmente autodidata como fotógrafa, mais tarde teve aulas na New School for Social Research e na American Artists School. Sievan era membro da New York Photo League. O seu trabalho encontra-se incluído nas colecções do Smithsonian American Art Museum, do Metropolitan Museum of Art e do International Center of Photography.